# Clarence Acuña
Pour les articles homonymes, voir Acuña.
Clarence Acuña (nom complet : Clarence Williams Acuña Donoso), né le 8 février 1975 à Rancagua au Chili, est un footballeur chilien qui évolue au poste de milieu de terrain.

## Équipe nationale
- 61 sélections et 3 buts en équipe du Chili entre 1995 et 2004
- Huitième de finaliste de la coupe du monde de football 1998